# フィンガー5の大冒険
『フィンガー5の大冒険』（フィンガーファイブのだいぼうけん、英文表記: Adventurs of The Finger Five）は、1974年7月25日の東映系公開の「東映まんがまつり」内で上映されたアイドル短編映画である。カラー、シネマスコープ、28分、映倫番号:23759。
「東映まんがまつり」でアイドル映画が上映されるのは、これが初めてであった。このため、この時の「東映まんがまつり」の正式タイトルは、「フィンガー5と遊ぼう! 東映まんがまつり」と、史上唯一の歌手名が入ったタイトルになった。

## 概要
人気アイドル・フィンガー5を主人公にした、ファンタジーとスポーツを融合させた作品。これにフィンガー5のヒット曲を乗せて送る。フィンガー5はこれ以前にも、1974年3月21日公開の「東宝チャンピオンまつり」内で『ハロー!フィンガー5』という短編ドキュメンタリー映画を制作上映しており、1年で2大子供向けピクチャーに出演する事となり、また本作公開1週間強後の同年8月3日には、松竹のザ・ドリフターズ主演映画『超能力だよ全員集合!!』にもゲスト出演。3社に渡って出演するという売れっ子だった。
制作は東映テレビ・プロダクションが担当し、テレビ特撮風の非常にスピーディーな展開となっている。また、監督が漫画家の石ノ森章太郎（当時：石森）だった縁で、仮面ライダーV3が登場したり、石ノ森一家がカメオ出演し、そのうちの一人が『イナズマン』の少年同盟隊員服を着るというお遊び要素もある。

## ストーリー
晃は妙子を呼び、紅白の花を見せる。喜ぶ2人。すると白い花から美少女が現れた。彼女は花の精だという。その後帰る2人の前に、「全ガキ連」という不良5兄弟が現れ、「お前達と比べられて不満だ」と脅す。険悪な雰囲気となるが、花の精の取りなしでバスケットボールで決着を付ける事となった。しかしフィンガー5は多忙、更にバスケットは全くのスカだ。しかし花の精が変身した女学生にコーチを受け、なんとか出来る様となった。
そして試合当日。試合は全ガキ連の猛攻で、フィンガー5は押されっぱなし。たまりかねた花の精は祈りを捧げた。するとフィンガー5に超能力が生まれ、次々と猛反撃、そしてフィンガー5の大逆転勝利となった。全ガキ連は改心して謝罪、そしてフィンガー5と全ガキ連、そしてレフリー役の岸と共に、新たにアメリカンフットボールチームを結成する事になった。

## 出演者
- フィンガー5
  - 玉元一夫
  - 玉元光男
  - 玉元正男
  - 玉元晃
  - 玉元妙子
- 岸昭彦 - 審判
- ジニー・シムス - 花の精
- 石森章太郎一家 - 夫婦と息子2人で試合を観戦
- 畠山麦 - 全ガキ連の長男
- 湯川泰男 - 全ガキ連の次男
- 飯塚仁樹 - 全ガキ連の3男。「番長あんちゃん」
- 田中寿美江 - 全ガキ連の長女
- 辻直幸 - 全ガキ連の4男。「チビ」
- 世志凡太 - 解説者。本人役
- 三都徹 - アナウンサー
- 特別出演
  - 仮面ライダーV3 - 試合でダンクシュートを決める

## 挿入歌
- 恋のダイヤル6700
  - 主題歌。
- バラの少女
  - 花の精が登場する場面に使用。1973年12月5日発売のLP「ファーストアルバム／個人授業」に収録された楽曲で、『ウルトラマンタロウ』第48話「怪獣ひなまつり」のエピローグBGMにも使用。
- 個人授業
  - フィンガー5がバスケットの練習をする場面に使用。
- 学園天国
  - バスケット試合のBGMに使用。
- 恋のアメリカン・フットボール
  - エンディングに使用。

## スタッフ
- 監督 - 石森章太郎
- 監督補 - 長石多可男[1]
- 企画 - 渡邊亮徳、市橋健司
- 脚本 - 飯島敬
- 制作 - 相原芳男、小沢啓一郎
- 音楽 - 井岸義測
- 撮影 - 篠原征夫
- 照明 - 安藤真之助
- 美術 - 丸山裕司
- 録音 - 太田克己
- 編集 - 菅野順吉
- 進行 - 大竹昭男
- 協力 - 日本フォノグラム株式会社、市橋プロモーション

## 制作
本作品は東映まんがまつりの目玉として東映社長の岡田茂により発案された。当初は東映東京撮影所で制作される予定であったが、当時人気絶頂であったフィンガー5のスケジュールを確保することが難しいため東京撮影所側は撮影不能と判断し、東映テレビ部の渡邊亮徳の申し出によりテレビ部が引き受け、実制作は東映生田スタジオが担当した。
東映生田スタジオ所長の内田有作は、困難な状況から並の監督では尻込みするだろうと考え、『仮面ライダー』などで監督経験もあった石森に打診された。
撮影はフィンガー5の地方公演の合間を縫って3日半で行われた。

## 同時上映
▲マークは劇場用新作。無印はTVブローアップ版。
- マジンガーZ対暗黒大将軍▲
- 五人ライダー対キングダーク▲
- ゲッターロボ
- イナズマンF
- 魔女っ子メグちゃん

## 映像ソフト
2011年10月21日発売の「復刻! 東映まんがまつり 1974年夏」において初DVD化された。

## テレビ放送
東映チャンネルにて2006年12月4日放送。以降も「東映まんがまつり」特集で再放送あり。

## ネット配信
YouTube「東映シアターオンライン」2023年5月の企画「1970年代ムーブメント特集」として、2023年4月29日12:00（JST）から同年5月7日23:59（JST）まで無料配信が行われた。